# Paulino Martínez
Paulino Martínez Barredo (* 31. August 1952 in Cadiñanos (Burgos) oder in Trespaderne) ist ein ehemaliger spanischer Radrennfahrer.

## Sportliche Laufbahn
Martínez war Straßenradsportler. Er war Teilnehmer der Olympischen Sommerspiele 1976 in Montreal. Im olympischen Straßenrennen schied er aus. 1977 wurde er Berufsfahrer im Radsportteam Teka und blieb bis 1983 als Radprofi aktiv. 1978 wurde er beim Sieg von Claudio Bortolotto Vierter im Grand Prix Midi Libre. Er bestritt alle Grand Tours.

## Grand Tours
| Grand Tour            | 1978 | 1979 | 1980 | 1981 | 1982 |
| --------------------- | ---- | ---- | ---- | ---- | ---- |
| Vuelta a EspañaVuelta | –    | DNF  | –    | DNF  | 37   |
| Giro d’ItaliaGiro     | 66   | –    | –    | –    | –    |
| Tour de FranceTour    | DNF  | –    | DNF  | 91   | –    |